# Space cabaret
Space cabaret is het tweede en tevens laatste studioalbum van CMU. De muziekgroep had voorafgaand aan de opnamesessies in de Rockfield Studio te Monmouth een gedaanteverwisseling ondergaan. Alleen de Odells bleven over vanuit het debuutalbum en ze trokken nieuwe musici aan. De muziek is een mengeling van jazz (de invloed van de Odells), folk en progressieve rock. Het album verkocht maar matig, waarschijnlijk ook doordat het promotiegedrag van Transatlantic Records destijds te wensen overliet. Teleurgesteld viel de band in 1973 uit elkaar. De diverse musici kozen hun eigen weg, waarbij Roger Odell uiteindelijk Shakatak zou oprichten.

## Musici
- Larraine Odell – zang
- Richard Joseph – zang, akoestische gitaar
- Ian Hamlett – elektrische en akoestische gitaar
- Leary Hasson – toetsinstrumenten waaronder de mellotron
- Steve Cook – basgitaar
- Roger Odell – drums

## Muziek
| Nr. | Titel                               | Duur  |
| --- | ----------------------------------- | ----- |
| 1.  | Space cabaret                       | 1:56  |
| 2.  | Archwway 272                        | 6:18  |
| 3.  | Song from the 4th era               | 2:21  |
| 4.  | A distant thought, a point of light | 6:50  |
| 5.  | Doctor, am I normal?                | 4:57  |
| 6.  | Dream                               | 9:42  |
| 7.  | Lightshine                          | 10:26 |

| Nr. | Titel                               | Duur |
| --- | ----------------------------------- | ---- |
| 8.  | Heart of the sun                    | 3:10 |
| 9.  | Doctor, am I normal? (singleversie) | 4:56 |